# مقاطعة لفيف
مقاطعة لفيف (الأوكرانية: Львівська область ) هي مقاطعة تقع في غرب أوكرانيا، المركز الإداري لها هو مدينة لفيف.

## الجغرافيا
تقع لفيف في الجانب الغربي لأوكرانيا، يحدها شمالا فولين أوبلاست وريفنا أوبلاست، وجنوبا زاكارباتيا أوبلاست، أما شرقا فيحدها كل من مقاطعة ترنوبل ومقاطعة إيفانو فرانكيفسك، كما يحدّها غربا بولندا.

تقدر مساحة لفيف أوبلاست ب 21,833 كم²، حوالي 3.61٪ من المساحة الإجمالية لأوكرانيا.

## معرض صور

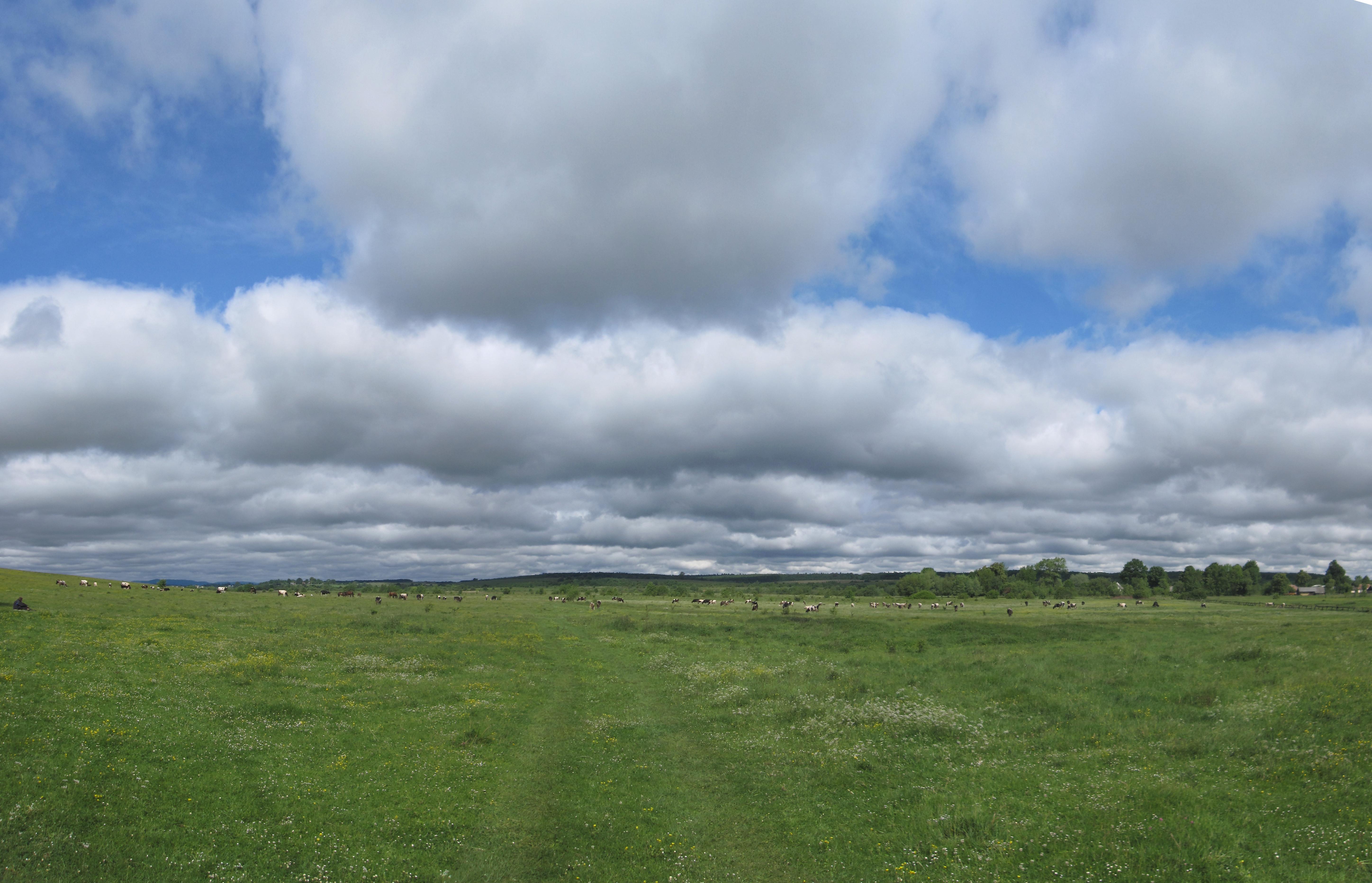
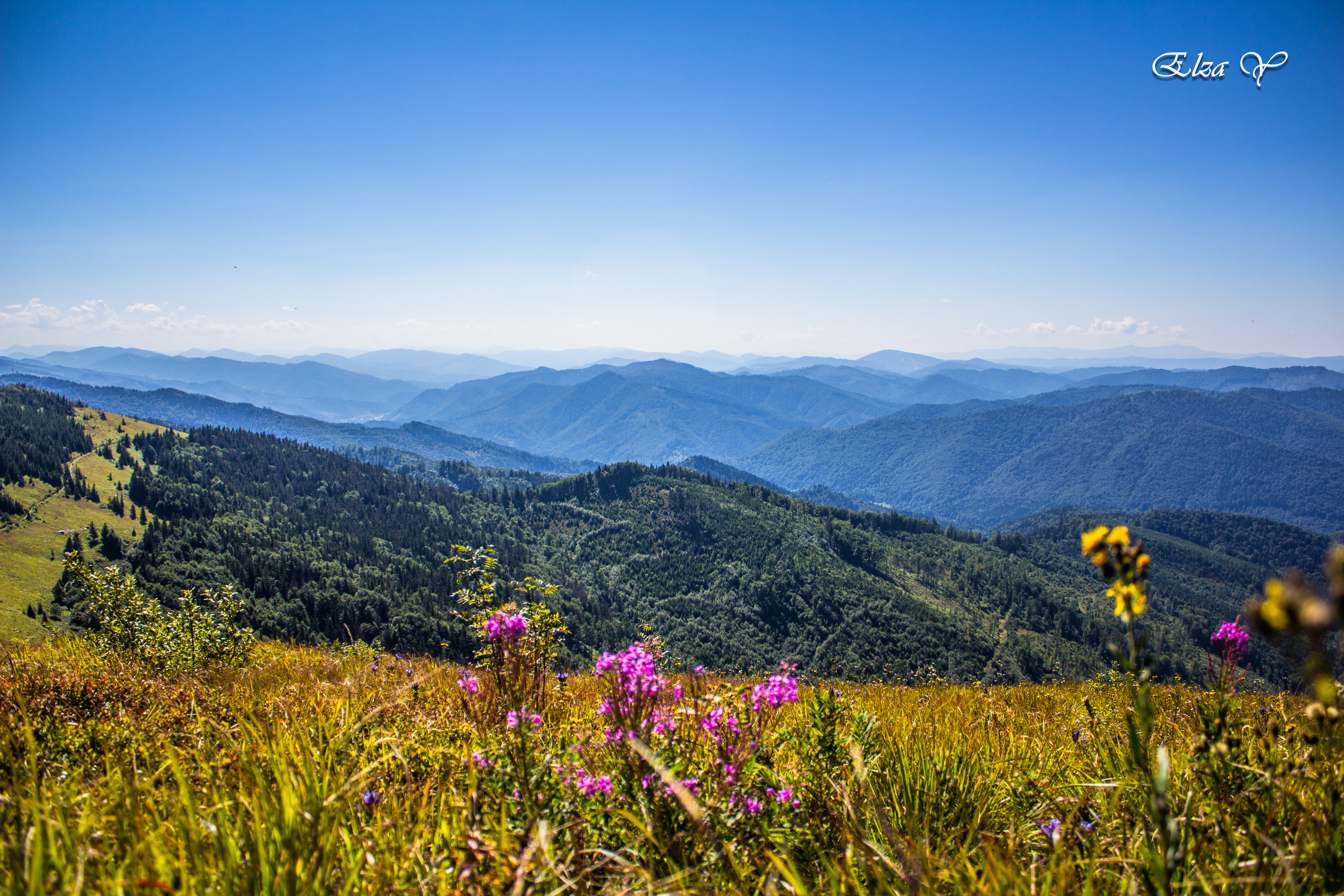
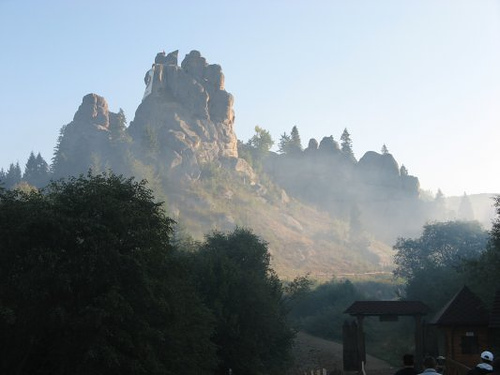
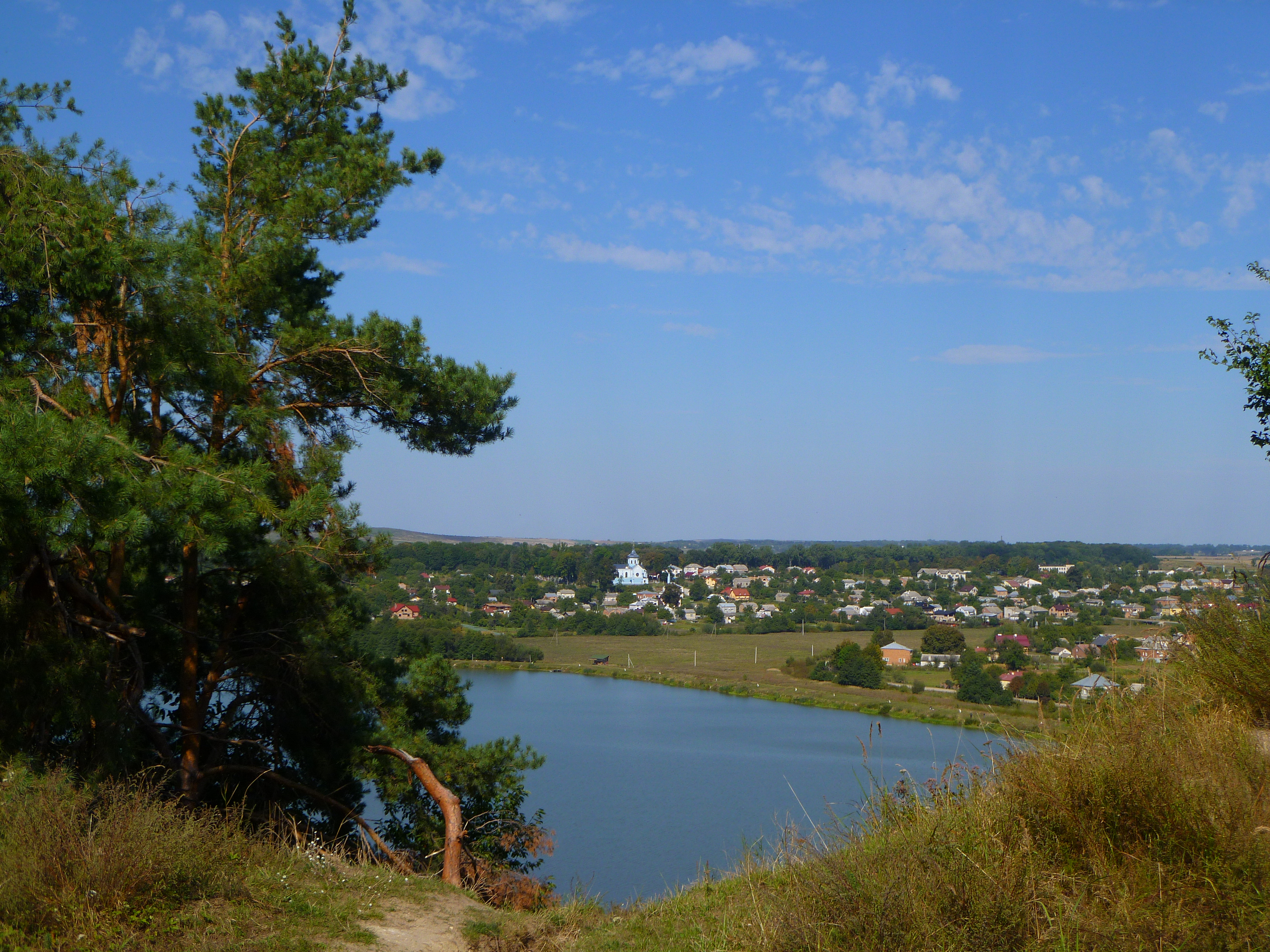
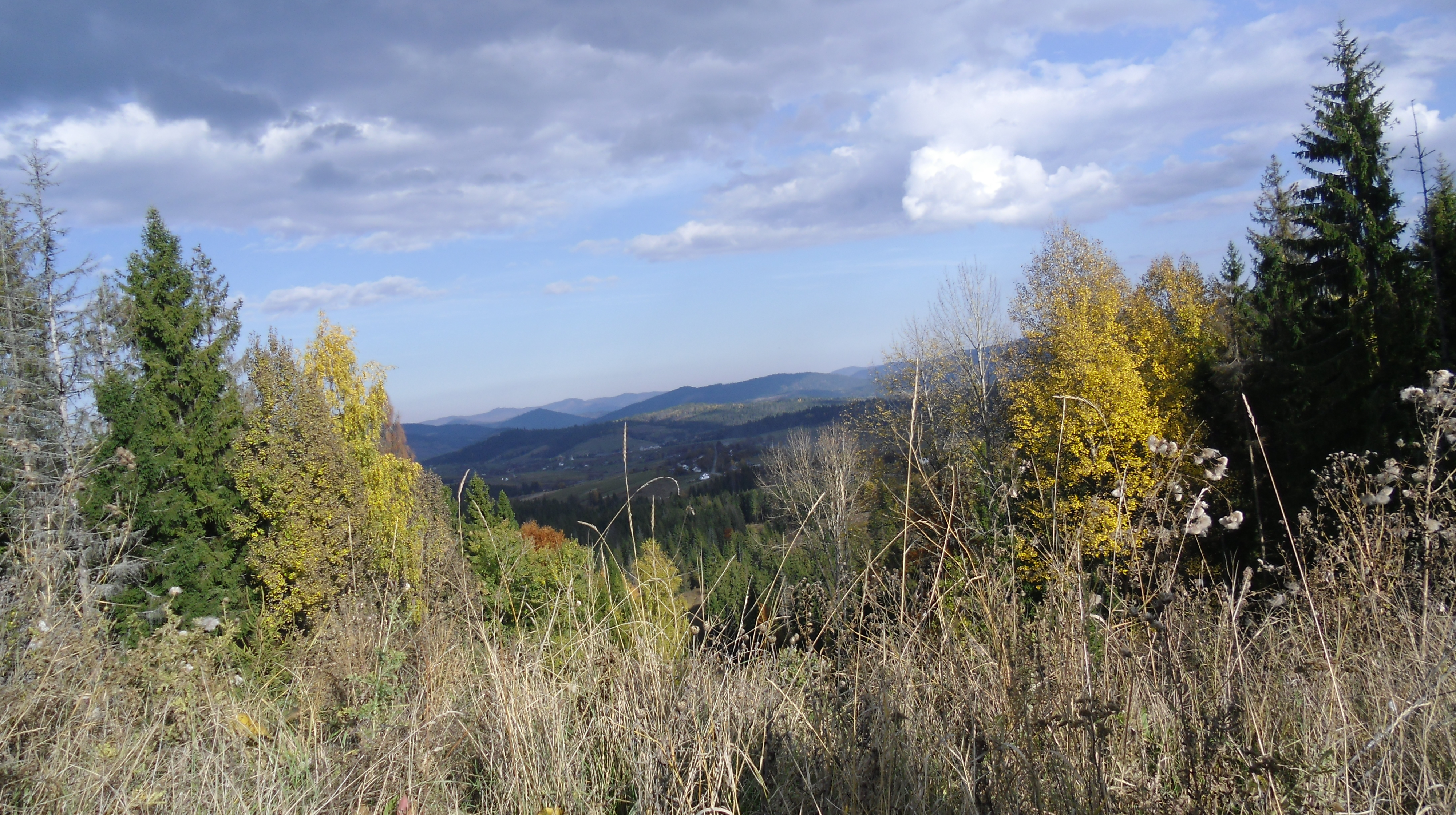

## توأمة
للفيف أوبلاست اتفاقيات توأمة مع:
- كاوناس (2012 - )[5]